# Irina Iwanowna Fetissowa
Irina Iwanowna Fetissowa (russisch Ирина Ивановна Фетисова; Ehename russisch Ирина Пименова/Irina Pimenowa; * 30. Oktober 1956 in Leningrad, Russische SFSR) ist eine ehemalige sowjetische Schwimmerin und Ruderin.

## Karriere
Fetissowa war zunächst für SKA Leningrad im Schwimmsport aktiv und trainierte unter dem Trainer Genrich Jarozki. Ab 1970 gehörte sie der sowjetischen Nationalmannschaft an. Besonders erfolgreich war sie im Jahr 1974, als sie sowjetische Meisterin in der Disziplin 100 Meter Brust wurde und die Bronzemedaille bei den Europameisterschaften 1974 über 200 Meter Lagen in Landesrekord gewann. Nach der Saison 1976 beendete sie ihre Schwimmerkarriere und wechselte zum Rudersport.
Bereits im Folgejahr war sie Mitglied der sowjetischen Rudernationalmannschaft. Bei den Weltmeisterschaften 1977 belegte sie im Doppelvierer mit Steuerfrau den fünften Rang. Ab 1981 ruderte Fetissowa im Einer in der Weltspitze. Bei den Weltmeisterschaften 1981 gewann sie die Bronzemedaille hinter Sanda Toma sowie Beryl Mitchell. Im Folgejahr gelang ihr der Gewinn des Weltmeistertitels mit einem Vorsprung von neun Hundertstelsekunden vor der Rumänin Valeria Răcilă. Bei den Weltmeisterschaften 1983 gewann sie Silber hinter Jutta Behrendt aus der DDR.
Die Teilnahme an den Olympischen Sommerspielen 1984 in Los Angeles verpasste sie aufgrund des Boykotts durch die Ostblockstaaten. Bei den ersatzweise ausgetragenen Wettkämpfen der Freundschaft gewann sie im gesteuerten Doppelvierer eine Goldmedaille. 1984 beendete Fetissowa auch ihre Karriere als Ruderin. Im Rudersport gewann sie insgesamt vier sowjetische Meistertitel – 1977 und 1984 im gesteuerten Doppelvierer sowie 1981 und 1983 im Einer.
Fetissowa erhielt im Jahr 1985 das Ehrenzeichen der Sowjetunion für ihre Verdienste im Rudersport.